# Kľače
Kľače (en hongrois : Kalacsány) est une commune de la région de Žilina, en Slovaquie.

## Histoire
La première mention écrite du village date de 1511.

## Démographie

### Évolution de la population
| Année:               | 1994. | 2004.   | 2014.   | 2024.    |
| -------------------- | ----- | ------- | ------- | -------- |
| Nombre de personnes: | 365   | 377     | 391     | 438      |
| Différence:          |       | +3,28 % | +3,71 % | +12,02 % |

| Année:               | 2023. | 2024.   |
| -------------------- | ----- | ------- |
| Nombre de personnes: | 425   | 438     |
| Différence:          |       | +3,05 % |